# 야우통역
야우통역 (중국어: 油塘, 광둥어 예일: Yàutòng, 영어: Yau Tong)은 홍콩 지하철 군통 선과 정관오 선이 지나는 환승역이다. 정관오 선의 역 중에서는 유일하게 가우룽 내에 위치한 역이기도 하다. 상징색은 노란색이다. 지상에 위치한 역이지만 역 바깥은 콘크리트로 덮여 있어 지하역에 온 듯한 느낌을 주는데, 이는 근처의 야우통 단지 주민들에게 소음을 끼치지 않기 위해서이다.
2002년 8월 4일 개업하였으며 군통 선과 정관오 선을 서로 갈아탈 수 있다. 다만 이 역의 개업으로 람틴과 쿼리 베이 간의 이동시간은 4분이 더 늘게 되었다.

## 역사
야우통 역은 원래 정관오 선의 일부로 지어졌다. 기존의 군통 선과 새로 지어지는 정관오 선 간에 평면환승을 하도록 하여, 레이위문과 츠산 일대 주민들이 지하철을 이용할 수 있도록 한 것이었다. 다만 이 과정에서 람틴 역이나 군통 역 등 원래 있던 역을 이용할지, 기존 경로를 살짝 바꿔 아예 새 역을 지을지에 대한 논란이 있었다. 최종적으로는 경로를 바꿔 야우통 역과 티우겡렝 역의 두 환승역을 신설하는 것으로 결정됐다. 그러나 이 같은 경로 변경으로 빅토리아 항을 건너기 위해선 열차를 두번씩이나 갈아타야 했기 때문에 승객들로부터 항의를 빚기도 했다.

## 역 구조

티우겡렝 역과 야우통 역 사이의 다중 평면환승 구조

야우통 역은 대합실, 상층, 하층의 총 3층으로 나뉜다.
먼저 상층에는 2번과 3번 승강장이 있다. 정관오 선으로 빅토리아 항을 건너 가우룽 방면으로 가던 승객은 2번 승강장으로 가서 군통선을 탄 뒤 가우룽 동쪽으로 행선을 바꿀 수 있다.
하층에는 1번과 4번 승강장이 있다. 군통선을 타고 티우겡렝 방면으로 가던 승객은 4번 승강장으로 가서 정관오 선을 탄 뒤, 빅토리아 항을 건너 박곡 방면으로 행선을 바꿀 수 있도록 해놨다.
| U3 대합실      | 대합실                     | 출입구, 야우통 단지/레이위문 플라자 방면 보도                                               |  |
| U3 대합실      | 대합실                     | 고객서비스, MTR 샵                                                                          |  |
| U3 대합실      | 대합실                     | 자판기, ATM기                                                                               |  |
| U2 상층        | 승강장 2                   | ← 군통선 웡보 방면 (람틴)                                                                   |  |
| U2 상층        | 섬식 승강장, 왼쪽문 열림   |                                                                                             |  |
| U2 상층        | 승강장 3                   | → 정관오선 보람 방면 (티우겡렝) → → 정관오선 로하스 파크 방면, 피크타임대 전용 (티우겡렝) → |  |
| U1 지상부 하층 | 승강장 1                   | → 군통선 티우겡렝 방면 (종착역) →                                                           |  |
| U1 지상부 하층 | 섬식 승강장, 오른쪽문 열림 |                                                                                             |  |
| U1 지상부 하층 | 승강장 4                   | ← 정관오선 박곡 방면 (쿼리 베이)                                                            |  |
| G              | 출구                       | 출구 A2, B2                                                                                 |  |

## 출입구

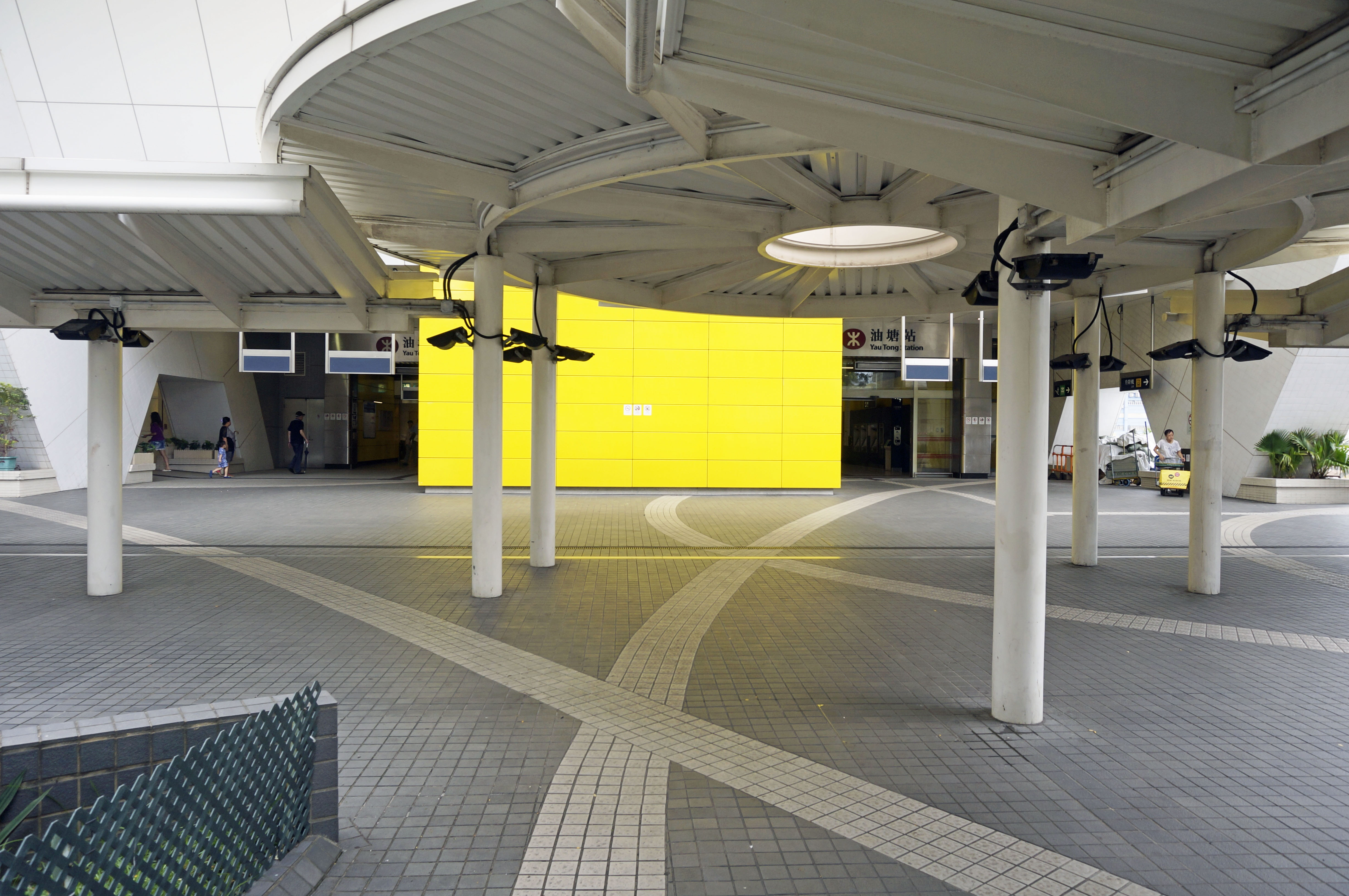
야우통 역 A 출입구

- A1: 야우통 단지, 도메인 쇼핑센터, 레이위문 플라자, 레이위문 단지, 정관오 화인영원분장, 대중교통 환승
- A2: 레이위문 시립 서비스 빌딩, 저키 클럽 레이위문 플러스
- B1: 야우라이 단지, 세인트 앤토니우스 초등학교
- B2: 차궈링 로[2]

## 대중교통
| 번호     | 행선지                               | 출입구 | 주                              |
| 버스     | 버스                                 | 버스   | 버스                            |
| -------- | ------------------------------------ | ------ | ------------------------------- |
| 14       | 레이위문 단지 ↔ 중국페리터미널       | A1     |                                 |
| 14B      | 람틴 (궝틴 단지) ↔ 아우타우곡        | A1     |                                 |
| 14D      | 야우통 ↔ 초이훙                      | A1     | 피크시간대 한정                 |
| 14S      | 야우통 ↺ 정관오 화인영원분장         | A1     | 칭밍 축제와 청윙 축제 기간 한정 |
| 14X      | 레이위문 ↺ 짐사저이                  | A1     |                                 |
| 62X      | 레이위문 단지 ↔ 튄문 마을센터        | A1     | 피크시간대 한정                 |
| 214      | 야우통 ↔ 정사완 (콤전 가)            | A1     |                                 |
| 216M     | 람틴 역 ↺ 야우통 역                  | A1     |                                 |
| 259D     | 레이위문 단지 ↔ 튄문 (룽문 오아시스) | A1     |                                 |
| 603      | 핑틴 ↔ 중앙페리부두                  | A1     |                                 |
| 613      | 온다이 (서) ↔ 사우게이완             | A1     |                                 |
| 미니버스 |                                      |        |                                 |
| 23C      | 람틴 역 (라구나 시티) ↔ 야우통 역    | B2     |                                 |
| 24       | 핑틴 ↔ 레이위문                      | A1     |                                 |
| 24M      | 야우통 역 (도메인) ↔ 람틴 (픽완 로)  | A1     |                                 |
| 63M      | 야우통 역 (도메인) ↔ 궝틴 단지       | A1     |                                 |
| 76B      | 야우통 역 (도메인) ↔ 연합기독병원    | A1     |                                 |